# August Dąmbski
August Dąmbski herbu Godziemba (ur. prawdop. w 1730, zm. w 1779) – hrabia na Lubrańcu, starosta gostyniński w 1770, szambelan królewski w 1765, starosta dybowski i przedecki, asesor sądów królewskich, pułkownik husarski w 1750.
Syn wojewody brzeskokujawskiego Antoniego i Anny Karoliny Lubomirskiej.
Członek konfederacji Adama Ponińskiego w 1773. Na Sejmie Rozbiorowym 1773–1775 jako poseł gostyniński wszedł w skład delegacji wyłonionej pod naciskiem dyplomatów trzech państw rozbiorczych, mającej przeprowadzić rozbiór. 18 września 1773 roku podpisał traktaty cesji przez Rzeczpospolitą Obojga Narodów ziem zagarniętych przez Rosję, Prusy i Austrię w I rozbiorze Polski.